# 19ns Premis AVN
La cerimònia dels 19ns Premis AVN, presentada per Adult Video News (AVN), va tenir lloc l'11 de gener de 2002 al Venetian Hotel Grand Ballroom, a Paradise (Nevada). Durant la cerimònia, AVN va lliurar els Premis AVN en més de 80 categories en honor a les millors pel·lícules pornogràfiques estrenades entre l'1 d'octubre de 2000 i el 30 de setembre de 2001. La cerimònia va ser produïda per Gary Miller i dirigit per Mark Stone. El còmic Bobby Slayton va ser l'amfitrió de l'espectacle per tercera vegada; el seu copresentador va ser l'estrella de cinema per a adults Teri Weigel.
Fade to Black va guanyar vuit premis, inclosos el de millor pel·lícula i millor director—pel·lícula per a Paul Thomas. Altres guanyadors van incloure Euphoria amb set trofeus, Island Fever amb tres i nombroses pel·lícules amb dues victòries cadascuna.

## Guanyadors i nominats
Els nominats foren anunciats el 9 de novembre de 2002. Taboo 2001 i Underworld empataren amb 12 nominacions, seguides de Bad Wives 2, Fade to Black i Taken, amb 11 cadascuna. Euphoria en va rebre nou i Beast, Marissa i Unreal vuit cadascuna.
Els guanyadors es van anunciar durant la cerimònia de lliurament de premis l'11 de gener de 2002. Paul Thomas va guanyar el premi al millor director—pel·lícula per tercera vegada; havia guanyat anteriorment amb Justine (1993) i Bobby Sox (1996). Nikita Denise va ser la primera actriu europea a guanyar el premi AVN a l'artista femenina de l'any.

### Premis principals

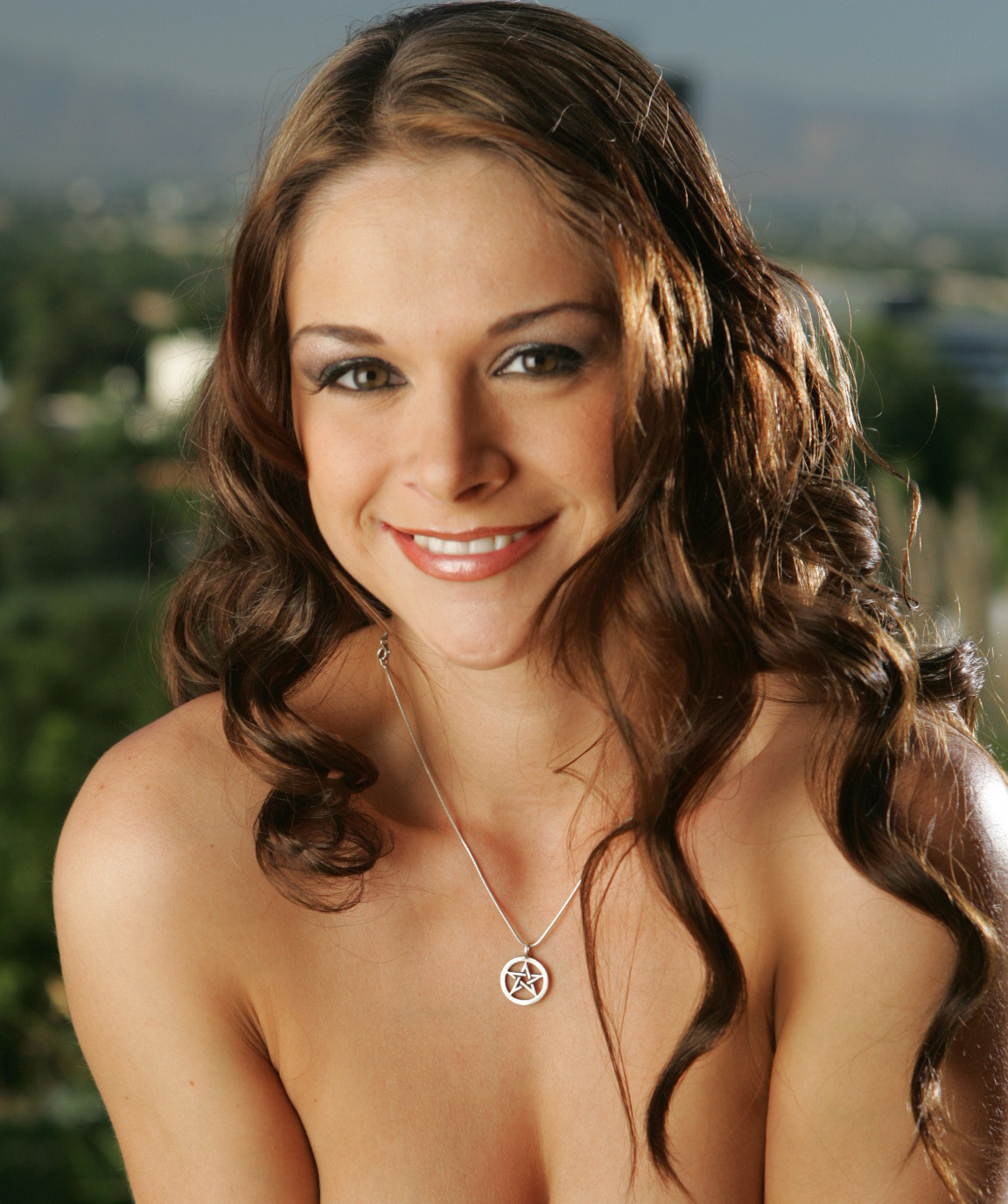
Violet Blue, millor nova estrella

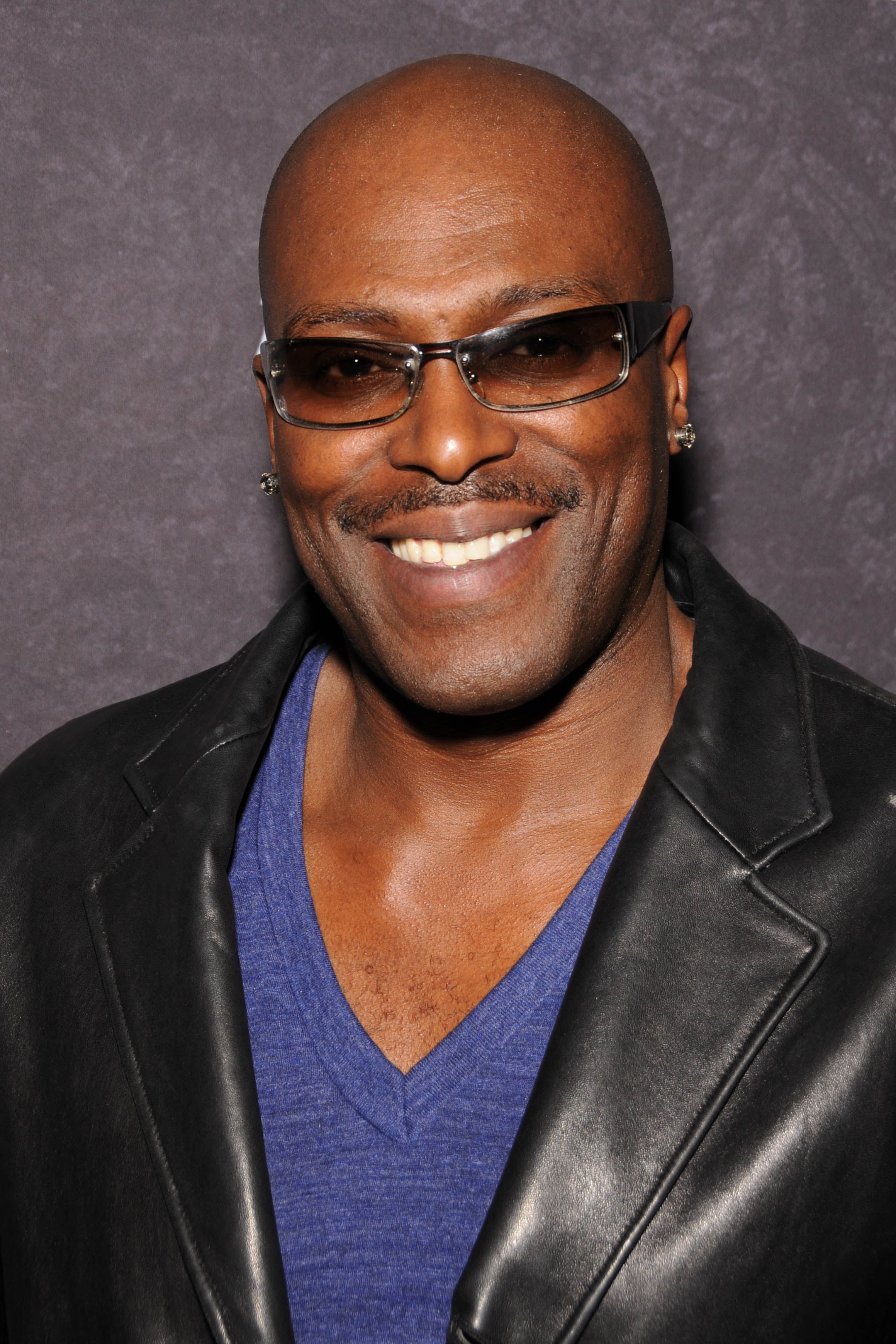
Lexington Steele, millor artista masculí

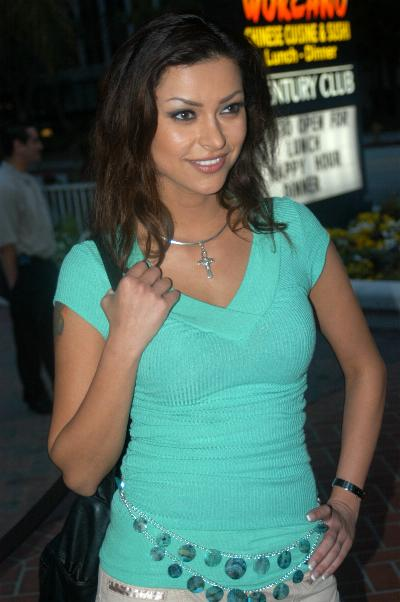
Nikita Denise, millor artista femenina

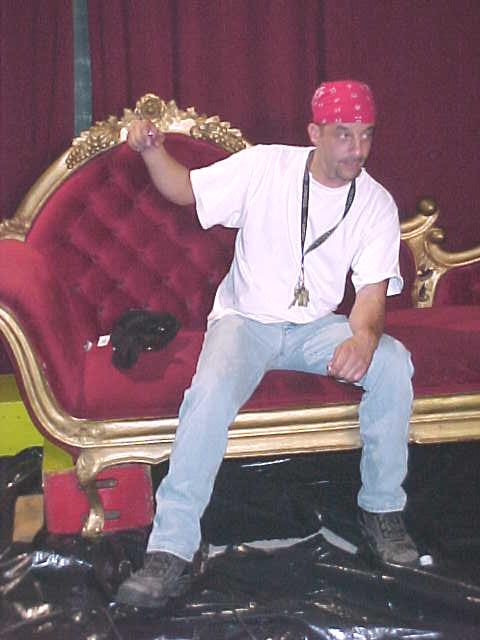
Anthony Crane, millor actor—pel·lícula

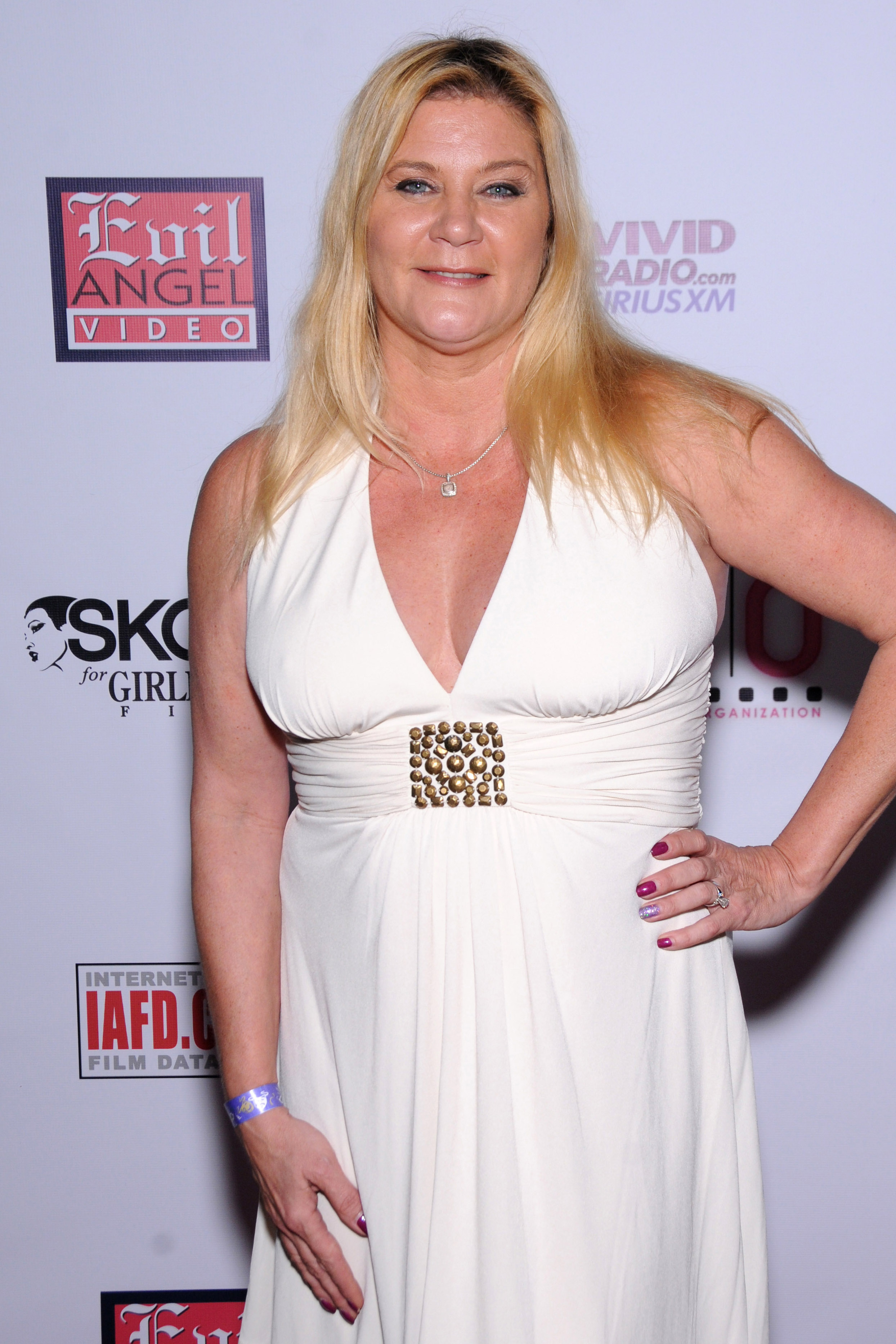
Ginger Lynn, millor actriu—pel·lícula

Els guanyadors s'enumeren en primer lloc, es destaquen en negreta i s'indiquen amb una doble daga ().
| Millor pel·lícula | Millor vídeo |
| --- | --- |
| - Fade to Black - Bad Wives 2 - Beast - Mafioso - Marissa - Prisoner - Taboo 2001 - Taken - Underworld | - Euphoria - The Black Room - Evil Twins - The Puppeteer - The Real Thing - Unreal - Valley Heat |
| Millor DVD | Millor nova estrella |
| - Unreal - Appassionata - Aria - Crossroads - Dark Angels: Special Edition - Hell, Whores and High Heels - Facade - Intimate Expressions - M Caught In The Act - New Wave Hookers 6                                                                                      | - Violet Blue - Meriesa Arroyo - Calli Cox - Kate Frost - Haven - Logan LaBrent - Justine Romée - Stevie - Zana |
| Premi a l’artista masculí de l’any | Premi a l’artista femenina de l’any |
| - Lexington Steele - Christoph Clark - Anthony Crane - Dillion Day - Mr. Marcus - Rocco Siffredi - Evan Stone - Brian Surewood - Nacho Vidal | - Nikita Denise - Chloe - Jewel De'Nyle - Bridgette Kerkove - Monique - Taylor St. Claire - Serenity - Sydnee Steele - Ava Vincent |
| Millor Actor—Pel·lícula | Millor Actriu—Pel·lícula |
| - Anthony Crane, Beast - Dale DaBone, Fade To Black - Dillion Day, Underworld - Mickey G., Free Sex On Earth - Herschel Savage, Mafioso - Randy Spears, Bad Wives 2 - Evan Stone, Taken                                                                                  | - Ginger Lynn, Taken - Alexa, Shrink Wrapped - Taylor Hayes, Fade To Black - Lola, Free Sex On Earth - Raylene, Bad Wives 2 - Nicole Sheridan, Taboo 2001 - Sydnee Steele, Mafioso - Syren, Taboo 2001 - Ava Vincent, Underworld |
| Millor Actor—Video | Millor Actriu—Video |
| - Mike Horner, Euphoria - Anthony Crane, Porn-o-Matic 2001 - Joel Lawrence, The Hole Truth - Eric Masterson, The Black Room - Randy Spears, Shocking Truth - Steven St. Croix, Planet of the Babes - Valentino, Pimped By An Angel 2 - Nacho Vidal, Face Dance Obsession | - Sydnee Steele, Euphoria - Allysin Chaynes, Wonderland - Chloe, Unreal - Jewel De'Nyle, Forbidden Flesh - Lola, Destiny Calling - Gina Ryder, Nice Neighbors - Serenity, XXX Training - Inari Vachs, Beauty and the Bitch |
| Millor Director—Pel·lícula | Millor Director—Video |
| - Paul Thomas, Fade to Black - James Avalon, Taboo 2001 - Veronica Hart, Taken - Michael Raven, Underworld - Ren Savant, Prisoner - David Stanley, Highway 2 | - Brad Armstrong, Euphoria - Nic Andrews, Exposed - Jim Enright, Wonderland - Red Ezra, Fast Cars and Tiki Bars - Cash Markman, Talk Dirty to Me 13 - Jonathan Morgan, XXX Training - Antonio Passolini, Unreal - Mike Quasar, Valley Heat - Shawn Ricks, The Hole Truth - David Stanley, The Black Room |
| Millor actor secundari—Pel·lícula | Millor actriu secundparia—Pel·lícula |
| - Herschel Savage, Taken - James Bonn, Mafioso - Dale DaBone, Limbo - Gino Greco, Free Sex On Earth | - Julie Meadows, Fade To Black - April, Bad Wives 2 - Nikita Denise, Rapunzel - Kylie Ireland, Bad Wives 2 - Heather Lyn, Free Sex on Earth - Shanna McCullough, Mafioso - Sydnee Steele, Marissa |
| Millor actor secundari—Video | Millor actriu secundària—Video |
| - Mike Horner, Wild Thing - Herschel Savage, Infidelity - Randy Spears, Immortal - Steven St. Croix, Wonderland - Evan Stone, Cap'n Mongo's Porno Playhouse | - Ava Vincent, Succubus - Diana DeVoe, Disturbed - Kelsey, Destiny Calling - Kylie Ireland, Vengeance - Bridgette Kerkove, The Gate - Inari Vachs, Dead Men Don't Wear Rubbers - Zana, XXX Training |
| Cinta més venuda | Cinta més llogada |
| - Snoop Dogg's Doggystyle | - Island Fever |
| Millor cinta All-Sex | Millor cinta gonzo |
| - Buttwoman Iz Bella - Bring 'Um Young 3 - Exposed - Fresh Meat 11 - Love Shack - Service Animals 2 - Welcum to Chloeville 3 - Wicked Sex Party 3 | - Balls Deep - American Tushy 2 - Ben Dover's End Games - Buttman's Bend Over Brazilian Babes 3 - Christoph's Beautiful Girls - Cumback Pussy 42 - Dirty Little Secrets 4 - Hardcore Innocence 2 - Please! 13 - Service Animals 2 - The Voyeur 19: Live in Europe Part 6 - Young and Tight 2 |
| Millor comèdia sexual | Millor escena sexual de parella—Pel·lícula |
| - Cap'n Mongo's Porno Playhouse - Adult Movie - Let's Play Doctor - Lust World 2 - Perfect Pair - Super Quick 2 - XXX Training - Wonderland | - Taylor Hayes, Joey Ray, Fade To Black - Ava Vincent, John Decker, Bad Wives 2 - Monica Sweetheart, Joey Ray, Evolution - Sydnee Steele, Erik Everhard, Mafioso - Sydnee Steele, Lexington Steele, Marissa - Ryan Conner, Michael J. Cox, Portraits in Blue - Ginger Lynn, Evan Stone, Taken - Ava Vincent, Chris Cannon, Underworld |
| Millor escena de sexe anal—Pel·lícula | Millor escena de sexe All-Girl—Video |
| - Nicole Sheridan, Voodoo, Taboo 2001 - Jessica Drake, Evan Stone, Beast - Cassidey, John Decker, Marissa - Alexandra Silk, Herschel Savage, Taken - Taylor St. Claire, Lexington Steele, Underworld                                                                     | - Chloe, Taylor St. Claire, Sindee Coxx, Felecia, Where the Girls Sweat 5 - Logan LaBrent, Goldie McHorn, Babes Illustrated 11 - Kaylynn, Goldie, Kitty, Patricia, Candy World - Dru Berrymore, Keri Windsor, Kimi Lixx, Mia Smiles, one other, Charlie's Devils 2 - Amber Michaels, Wanda Curtis, Decadent Divas 12 - Bunny Luv, Isabella, Jezebelle Bond, Fast Cars and Tiki Bars - Mina, Judith, I Love Lesbians 9 - Devinn Lane, Inari Vachs, Love Shack - Bionca, Daisy Chain, The Madam's New Maid - Jewel De'Nyle, Inari Vachs, No Man's Land 33 - Pool Table Threeway, Sugar High Glitter City - Kylie Ireland, Bridgette Kerkove, Tushy Girl Lost |

### Guanyadors dels premis addicionals
Aquests premis es van anunciar, però no es van presentar, en dos segments només de guanyadors pregravats que es mostraven als monitors de vídeo de la sala de ball durant l'esdeveniment. Es van lliurar trofeus als guanyadors fora de l'escenari:
- Nus Vídeo Adults: The Amazing Ty 19: Peehole Gangbang
- Millor pel·lícula All-Girl: The Violation of Kate Frost
- Millor sèrie All-Girl: The Violation Of...
- Millor escena sexual All-Girl—Pel·lícula: Raylene, April, Ryan Conner, Bobby Vitale, Eric Price, Erik Everhard, Randy Spears (Jail cell group), Bad Wives 2
- Millor DVD All-Sex: Porno Vision[6]
- Millor pel·lícula All-Sex: Porno Vision[6]
- Millor vídeo alternatiu: Wild Party Girls 2
- Millor escena de sexe anal—Video: Janice, Alberto Rey, David Perry, Frank Gun,[Leslie Taylor, Robert Ribot, Rocco: Animal Trainer 5
- Millor sèreie de temàtica anal: Rocco's True Anal Stories
- Millor pel·lícula de temàtica anal: Heavy Metal 1
- Millor direcció artística—Pel·lícula: Andrew Blake, Blond & Brunettes
- Millor direcció artística—Video: Britt Morgan, Wonderland
- Millor concepte de coberta de caixa: Unreal, VCA Pictures
- Millor fotografia: Andrew Blake, Blond & Brunettes
- Millor estrena clàssica en DVD: The Opening of Misty Beethoven, VCA Interactive
- Millor sèrie de vídeo en continuïtat: Rocco: Animal Trainer
- Millor escena de sexe en parella—Video: Kelly Stafford, Rocco Siffredi, Rocco's Way To Love
- Millor Director—Foreign Release: Kovi, The Splendor of Hell
- Millor autor de DVD: VCA Interactive
- Millor extres de DVD: Dark Angels: Special Edition, Digital Sin
- Millors menús de DVD: Cool Devices, Nu-Tech Digital
- Millor embalatge de DVD: The Gate, Wicked Pictures DVD
- Millor edició—Pel·lícula: Tommy Ganz, Fade to Black
- Millor edició—Video: Sydney Michaels, Island Fever
- Millor sèrie de temàtica ètnica: Chica Boom[6]
- Millor vídeo de temàtica ètnica: Freakazoids
- Millor estrena estrangera: Christoph's Beautiful Girls
- Millor sèrie de vinyetes estrangeres: Euro Angels Hardball
- Millor cinta de vinyetes estrangera: The Splendor of Hell
- Millor sèrie gonzo: Buttman
- Millor escena de sexe en grup—Pel·lícula: Taylor Hayes, Taylor St. Claire, Dale DaBone, Fade To Black[3]
- Millor escena de sexe en grup—Video: Ava Vincent, Bridgette Kerkove, Nikita Denise, Herschel Savage, Trevor, Succubus
- Millor DVD interactiu: Virtual Sex with Devon
- Millor músic: Tha Eastsidaz, Others, Snoop Dogg's Doggystyle[6]
- Millor actuació no sexual—Pel·lícula o Video: Paul Thomas, Fade to Black
- Millor pel·lícula de temàtica oral: Shut Up & Blow Me! 25
- Millor sèrie de temàtica oral: Shut Up & Blow Me!
- Millor campanya de màrqueting global—Imatge de l'empresa: Digital Playground
- Millor campanya de màrqueting general: títol o sèrie individual: Taboo 2001, Metro Studios
- Millor embalatge: Beautiful/Nasty, Wicked Pictures
- Millor sèrie Pro-Am o Amateur: Cherries, Up and Cummers (tie)
- Millor cinta Pro-Am o Amateur: The Real Naturals 1
- Millor guió—Pel·lícula: Dean Nash, Fade to Black
- Millor guió—Video: David Aaron Clark, Brad Armstrong, Euphoria
- Millor escena de sexe en estrena estrangera: Amanda Angel, Katherine Count, nois emmascarats, Rocco: Animal Trainer 4
- Millor escena de sexe en solitari: Kim Chambers, Edge Play
- Millor efectes especials: Dick Roundtree, Euphoria
- Millor cinta especialitat—Pits grans: Pussyman's Big Tit Paradise
- Millor cinta especialitat—Bondage & S/M: Virgin Kink 19
- Millor cinta especialitat—Altres gèneres: Barefoot Confidential 13[6]
- Millor cinta especialitat—Spanking: Stocking Strippers Spanked
- Millor actuació en Tease: Tera Patrick, Island Fever
- Millor vídeo transsexual: Rogue Adventures 13
- Millor videografia: Jake Jacobs, Perry Tratt, Euphoria
- Millor sèrie de vinyeta: Grrl Power![6]
- Millor cinta de vinyeta: Grrl Power! 5[6]
- Premi Hot Vidéo (Millor estrena estatunidenca a França): Dark Angels
- Escena sexual més escandalosa: Kristen Kane, Herschel Savage, Rafe in "Pussy Face", Perverted Stories 31[3]

### Premis AVN honoraris

#### Premi Reuben Sturman
- Gloria Leonard, Elyse Metcalf[3]

#### Saló de la Fama
Membres del Saló de la Fama de l'AVN per a l'any 2002 són: Christoph Clark, Patrick Collins, Raquel Darrian, Samantha Fox, Janine Lindemulder, Missy, Michael Ninn, Rocco Siffredi, P. J. Sparxxx, Randy Spears, Tianna

### Múltiples nominacions i premis
Les següents estrenes foren les més nominades.
| Nominacions | Pel·lícula    |
| ----------- | ------------- |
| 12          | Taboo 2001    |
| 12          | Underworld    |
| 11          | Bad Wives 2   |
| 11          | Fade to Black |
| 11          | Taken         |
| 9           | Euphoria      |
| 8           | Beast         |
| 8           | Marissa       |
| 8           | Unreal        |

Les següents 17 estrenes van rebre múltiples premis:
| Premis | Pel·lícula                   |
| ------ | ---------------------------- |
| 8      | Fade to Black                |
| 7      | Euphoria                     |
| 3      | Island Fever                 |
| 2      | Blond and Brunettes          |
| 2      | Dark Angels: Special Edition |
| 2      | Grrl Power! 5                |
| 2      | Porno Vision                 |
| 2      | Rocco: Animal Trainer 4      |
| 2      | Rocco: Animal Trainer 5      |
| 2      | Shut Up and Blow Me! 25      |
| 2      | Snoop Dogg's Doggystyle      |
| 2      | The Splendor of Hell         |
| 2      | Succubus                     |
| 2      | Taboo 2001                   |
| 2      | Taken                        |
| 2      | Unreal                       |
| 2      | The Violation of Kate Frost  |

## Informació de la cerimònia
L'entrega de premis es va celebrar en els quatre mesos d'aniversari dels atemptats terroristes de Nova York i Washington i, com a tal, va començar amb un vídeo pregravat d'homenatge amb estrelles de la indústria oferint tributs personals al país.
L'espectacle no va estar exempt de polèmiques. Per tal que la durada de l'espectacle sigui tan curta com sigui possible limitant el nombre de premis presentats a l'escenari, uns 50 dels premis dividits en dos grups s'anuncien en ràpida successió en una pantalla i els premis es lliuraren més tard. En la primera d'aquestes agrupacions, els anuncis els van fer els personatges d'animació de 2 Funky 4 U, un llargmetratge d'animació de Private North America. Tanmateix, alguns dels personatges d'animació "van ofendre alguns membres del públic com a presumptament racistes".
Més tard, Snoop Dogg va generar il·lusió en aparèixer a l'escenari per acceptar el premi a la cinta més venuda del 2001. Després de tornar al seu seient, va ser atapeït per uns 100 fans amb ganes de conèixer-lo o felicitar-lo, obstruint la visió de la gent asseguda. darrere, tot i que la multitud es va dispersar sense incidents.
Llavors, l'editor d'AVN Paul Fishbein va pujar a l'escenari per presentar el premi Reuben Sturman al minorista de Cincinnati Elyse Metcalf. Fishbein va fer un resum del seu judici per obscenitat i l'absolució l'any anterior, però Metcalf va donar al programa un moment incòmode perquè no estava allà per acceptar l'honor. Metcalf havia marxat abans "després d'haver-se molestat per les observacions que li va fer un soci financer".
L'espectacle es va gravar per a una emissió posterior i VCA Pictures va publicar un vídeo de la presentació de premis.

### Representació de les pel·lícules de l'any
Snoop Dogg's Doggystyle es va anunciar com la pel·lícula més venuda de la indústria del cinema per a adults i Island Fever va ser la pel·lícula més llogada de l'any anterior.

## In Memoriam
John Leslie i Joey Silvera van acabar l'espectacle demanant un moment de silenci en memòria del difunt director Alex de Renzy que havia mort l'any 2001.